# 조란 토시치
조란 토시치(Zoran Tošić, 1987년 4월 28일 ~ )는 세르비아 출신의 축구 선수이다. 현재 라미아에서 뛰고있다.

## 클럽 경력

### 초창기
세르비아 보이보디나주의 즈레냐닌 태생인 토시치는 부두츠노스트 바나츠키 드보르에서 그의 프로축구 인생을 시작했다. 두 시즌 뒤, FK 바나트 즈레냐닌에 합류하였고, 25경기에서 2골을 넣으며 팀이 강등되는 것을 막았다. 2007년 8월 6일, 토시치는 FK 파르티잔과 4년 계약에 합의하였다.

### 맨체스터 유나이티드
2008년 11월 22일, 데일리 메일은 2009년 1월 겨울 이적시장에 토시치가 맨체스터 유나이티드 FC에 합류한다고 보도하였다. 11월 28일, 토시치가 워크 퍼밋을 충종하였고, 이적이 순조롭게 진행되고 있다고 보도하였다. 2009년 1월 2일, 토시치는 자신의 팀메이트인 아뎀 랴이치와 함께 맨체스터 유나이티드 FC로 이적하였고, 14번을 배정받았다.
토시치는 2009년 1월 20일, 칼링컵 4강 2차전인 더비 카운티 FC와의 홈 경기에서 첫 1군 명단에 포함되었으며, 2009년 1월 24일, FA컵 4라운드 토트넘 홋스퍼 FC와의 경기에서 72분 크리스티아누 호날두와 교체되면서 첫 1군 무대에 데뷔하였고, 3일 뒤인 1월 27일, 웨스트 브로미치 앨비언 FC와의 경기에서 77분 디미터르 베르바토프와 교체되면서 첫 프리미어리그 데뷔전을 치렀다. 그는 2009년 7월 26일, 항저우 뤼청과의 프리시즌 매치에서 성인 무대 첫 골을 득점하였다.
그러나 소속팀의 투터운 선수층에 의해 주전 경쟁에서 밀려나 기대치에 미치지 못하는 모습을 보여주면서 맨유와 계약한지 1년 만에 1. FC 쾰른으로 임대되었다.

### CSKA 모스크바
결국 토시치는 2010년 6월 11일, 맨체스터 유나이티드 FC를 떠나 800만 파운드에 CSKA 모스크바로 완전 이적하였다.